# IC 2893/2
IC 2893/2 је спирална галаксија у сазвијежђу Лав која се налази на листи објеката дубоког неба у Индекс каталогу.
Деклинација објекта је + 13° 23' 24" а ректасцензија 11h 30m 53,4s. Привидна величина (магнитуда) објекта IC 2893 износи 14,8 а фотографска магнитуда 15,6. IC 28932 је још познат и под ознакама CGCG 67-95, PGC 35488.